# Мухаммад Тамгач-хан
Мухаммад Тамгач-хан (д/н — 1178) — 18-й каган Західнокараханідського ханства у 1171—1178 роках. Відомий також як Мухаммад III

## Життєпис
Походив з алідської гілки династії Караханідів. Інформації про нього обмаль. Син кагана Масуд-хана II. 1170 року після смерті батька виступив проти стриєчного брата — кагана Насра III, якого здолав 1171 року за допомоги каракитаїв.
1171 року брав участь у поході каракитайського війська на Хорезм. У 1173 році за допомогу у відвоюванні трону хорезмшахом Текішем повернув під владу Бухару та навколишні володіння.
У 1174—1175 роках стикнувся з повстаннями своїх водичів, які зміг придушити. Але у 1178 року проти нього виступив Ібрагім III Богра-хан, володар Узгену, що завдав поразки Мухаммаду Тамгач-хану, захопивши владу.